# Seaside Woman
Seaside Woman è un brano musicale, il primo scritto dalla sola Linda Eastman, interpretato dai Suzy and the Red Stripes, pseudonimo dei Wings. Pubblicato il 31 maggio 1977 negli USA ed il 10 agosto 1979 nel Regno Unito su un singolo dalla A&M Records (b-side: B-Side to Seaside), con il numero di serie AMS 7461, non entrò in classifica nel Regno Unito ed arrivò alla 59ª posizione negli States.

## Descrizione

### Composizione, registrazione ed apparizioni dal vivo
Prima canzone di Linda, venne originariamente registrata il 27 novembre 1972 agli AIR Studios di Londra. Addizionali registrazioni vennero sovraincise nel novembre 1973 ai Boulogne-Billancourt Studios, della EMI, nei pressi di Parigi, ed il 26 dello stesso mese ai Pathe-Marconi Studios della capitale francese. Nelle stesse sessions, vennero registrate anche Oriental Nightfish, Wide Prairie ed I Got Up. Seaside Woman venne suonata nei primi concerti dei Wings: infatti, ci sono state esibizioni live nel Wings University Tour (1 data su 11), nel Wings Over Europe Tour (7 su 26) e nel Wings 1973 UK Tour (7 su 21).

### Pubblicazione
Per la pubblicazione britannica, il singolo venne stampato su un vinile giallo; un'edizione limitata dell'SP conteneva una decina di fotografie del mare, e con un distintivo su uno stemma. Il 18 luglio 1980, la A&M Records pubblicò una ristampa con una differente copertina ed il numero di serie AMS 7548; lo stesso giorno, venne pubblicato un vinile a 12" contenente le stesse tracce. Differente fu il 12" pubblicato dalla EMI il 7 luglio 1986 con il numero di catalogo 5572, che conteneva ambedue le facciate estese: Seaside Woman passa da 3:36 a 5:20, e B-Side to Seaside da 2:36 a 4:36. In seguito, la canzone venne inclusa sull'album Wide Prairie (1998) di Linda; un album da solista per la Eastman era in pianificazione già dalla fine degli anni settanta.

## Formazione
- Linda McCartney - voce, piano elettrico
- Paul McCartney - cori, basso elettrico
- Denny Laine - cori, chitarra, pianoforte
- Henry McCulloch - chitarra
- Denny Seiwell - batteria[1]